# Markus Merk
Markus Merk (født 15. marts 1962 i Kaiserslautern, Tyskland) er en tysk fodbolddommer.

## Karriere
Han har dømt 288 kampe i 1. Fußball-Bundesliga siden han dømte sin første kamp i 1988/1989. Til sammen har han dømt 32 kampe i UEFA Champions League siden 2001/2002 og to EM-slutspil, i 2000 og 2004. Merk har desuden dømt i VM i 2002 og på hjemmebane i 2006.
Højdepunkterne i hans karriere var Champions League-finalen mellem AC Milan og Juventus i 2003 og EM 2004 mellem Portugal og Grækenland i Portugal.
I august 2006 tog Merk en pause fra fodbold fordi at han var skuffet over ikke at kunne dømme i VM slutrunden. Han kom hurtigt tilbage og dømmer stadigvæk.
Merk dømte den første landskamp for England på det nye Wembley Stadium 1. juni 2007 mellem England og Brasilien.
Hans sidste internationale kamp var EM-kvalifikationskampen mellem Norge og Tyrkiet i november 2007.

### VM 2002
- Japan –  Rusland (gruppespil)
- Danmark –  England (ottendedelsfinale)

### VM 2006
- Serbien og Montenegro –  Holland (gruppespil)
- Brasilien –  Australien (gruppespil)
- Ghana –  USA (gruppespil)

### EM 2000
- Belgien –  Sverige (gruppespil)
- Slovenien –  Spanien (gruppespil)
- Italien –  Holland (semifinale)

### EM 2004
- Frankrig –  England (gruppespil)
- Danmark –  Sverige (gruppespil)
- Portugal –  Grækenland (finale)